# Angry Video Game Nerd: The Movie
Angry Video Game Nerd: The Movie är en filmanpassning från 2014 till The Angry Video Game Nerd.
23 september 2010 meddelade James Rolfe att han arbetade på en långfilm om The Angry Video Game Nerd tillsammans med Kevin Finn vars manus blev klart 2008. James Rolfe nämnde att en recension av spelet ET förekommer i filmen.
Filmen hade premiär den 21 juli 2014 och släpptes digitalt 2 september samma år.

## Handling
AVGN måste hitta platsen där Atari gömde alla E.T.-spelen, för att rädda sina fans. Han får hjälp av sina två bästa vänner. Under äventyret möter de även en ond skurk, zombies och utomjordingar.

### Produktion
Inspelning påbörjades 1 april 2012 i Kalifornien. Andra scener spelades in senare vid östra kusten. Den följande våren ägnades hela veckor åt att spela in special-effekt scener i rum täckta av "green-screens", många miniatyrer användes istället för dataanimering. En två minuter lång trailer släpptes den 10 november 2012.
All inspelning avslutades i december 2013. Från januari till juni 2014 ägnade sig Rolfe åt att arbeta med VFX och filmens Soundtrack, som var det enda som återstod att färdigställa.

## Rollista
- James Rolfe – The Angry Video Game Nerd
- Jeremy Suarez – Cooper
- Sarah Glendening – Mandi
- Stephen Mendel – General Dark Onward
- Helena Barrett – Sergeant Molly McButter
- Time Winters – Dr. Zandor
- Bobby Reed – Bernie Cockburn
- Eddie Pepitone – Mr. Swann
- Robbie Rist – Alien (röst)
- Andre Meadows – Black Nerd Comedy
- Howard Scott Warshaw – sig själv
- Nathan Barnatt – Keith Apicary
- Jeremy Shada – Howard Nixon
- Bear McCreary – Zombie
- Logan Grove – okänd roll
- Malcolm Critchell – British Guy
- Pat Contri – Pat the NES Punk
- Kyle Justin – The Guitar Guy
- Lloyd Kaufman – sig själv[2]
- Doug Walker – Nostalgia Critic
- Milynn Sarley – Hot Chick
- Justin Carmical – JewWario